# 賴森鎮區 (阿肯色州克里夫蘭縣)
賴森鎮區（英語：Rison Township）是位於美國阿肯色州克里夫蘭縣的一個行政鎮區。

## 地方資料
賴森鎮區的面積為70.52平方千米，當中陸地面積為70.46平方千米，而水域面積為0.06平方千米。根據2010年美國人口普查的數據，當地共有人口1522人，而人口密度為每平方千米21.58人。